# Utricularia tricolor
Espèce
Classification phylogénétique
Utricularia tricolor est une des espèces de plantes à fleurs de la famille des Lentibulariaceae. C'est une plante carnivore aquatique endémique à l'Amérique du Sud où on la trouve en Argentine, Brésil, Bolivie, Colombie, Paraguay, Uruguay et Venezuela. Elle a un nombre de chromosomes diploïde de 2n = 28.

## Synonymes
- U. chamissonis Weber ex Benj.
- U. fontana A.St.-Hil. & Girard
- U. fusiformis Warm.
- U. globulariifolia Mart. ex Benj.
- U. globulariifolia var. caudata Sylvén
- U. globulariifolia var. minor
Merl ex Luetzelb.
- U. gomezii A.DC.
- [U. lundii Glaz.]
- U. monantha Benj.
- U. rotundifolia Merl ex Luetzelb.